# Hafız Hakkı Pascha

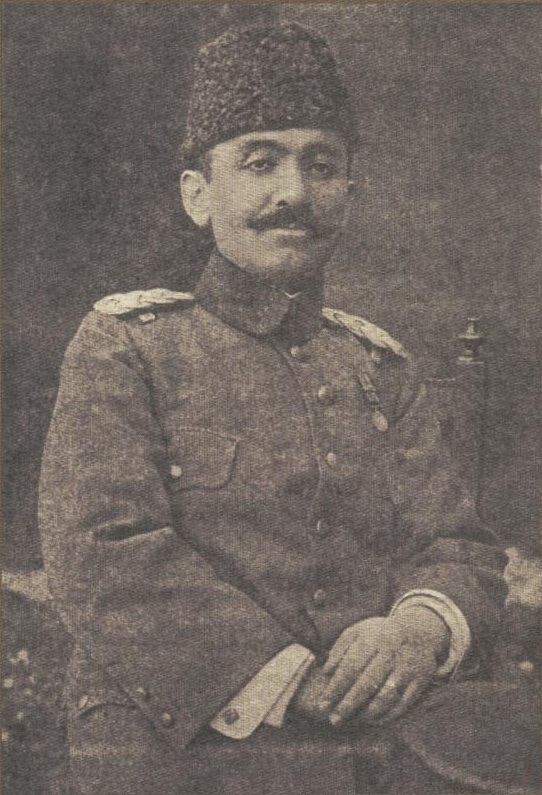
Hafız Hakkı Pascha

Hafız Hakkı Pascha (* 1879 in Bitola; † 15. Februar 1915 in Erzurum) war osmanischer General in der Schlacht von Sarıkamış.
Hakkı Pascha wurde 1879 im damals zum Osmanischen Reich gehörenden Manastır (Bitola) geboren. Er absolvierte 1903 die Militärakademie (Harp Akademisi) in İstanbul als Klassenbester, sein Klassenkamerad Enver Pascha war Zweitbester.
Er beteiligte sich am Balkankrieg 1912 und schrieb Bücher über das Militärwesen. Mit 23 wurde Hakkı Hauptmann (kurmay yüzbaşı). Er war eine Zeit lang Militärattaché in Wien. 
Enver Pascha beorderte Hakkı Pascha zum Divisionskommandeur (tümen komutanı) für die Sarıkamış-Mission. Hakkı Pascha wurde zu diesem Zeitpunkt zum Oberst (Albay) befördert.
Am 8. Januar 1915 entließ Enver Pascha den Befehlshaber der Dritten Armee Hasan İzzet Pascha, weil er Kritik an dessen Plänen in Sarıkamış übte, und übergab das Kommando an Hakkı Pascha. 
Wie viele Soldaten, die an der Schlacht von Sarıkamış beteiligt waren, erkrankte auch Hafız Hakkı Pascha im Februar 1915 an Typhus. Er wurde im Lazarett in Erzurum behandelt, starb jedoch am 15. Februar 1915 an den Folgen der Krankheit.

## Familie
Hafız Hakkı heiratete Behiye Sultan, eine Enkelin des Sultans Murad V. Somit wurde Hakkı zum Damad-ı Şehriyârî (deutsch: Bräutigam des Sultans).